# Paseo de la Ribera (Córdoba)
El Paseo de la Ribera de Córdoba (España) es un avenida peatonal que se encuentra sobre el Murallón de Córdoba, encauzamiento del río Guadalquivir en su margen derecha a su paso por el núcleo antiguo de la ciudad, cuya calzada formaba parte de la carretera nacional N-IV hasta su circunvalación.
El Paseo de la Ribera comienza en la plaza de la Cruz del Rastro y termina en la Ronda de los Mártires. Tiene en su vertiente norte la calle Enrique Romero de Torres, la calle Consolación, así como la calle Noques.
Es llamada Ribera en el plano de 1851, aunque hasta entonces era conocido como Ribera de Curtidores por los muchos establecimientos de este oficio que existía en el barrio. Durante parte del siglo XIX y del siglo XX fue un gran paseo para los cordobeses en las tardes de verano, por su cercanía al río. En dicha avenida se ubicaba la desaparecida iglesia de San Nicolás de la Ajerquía, cuyo solar aún mantiene una de las puertas de entrada particulares.

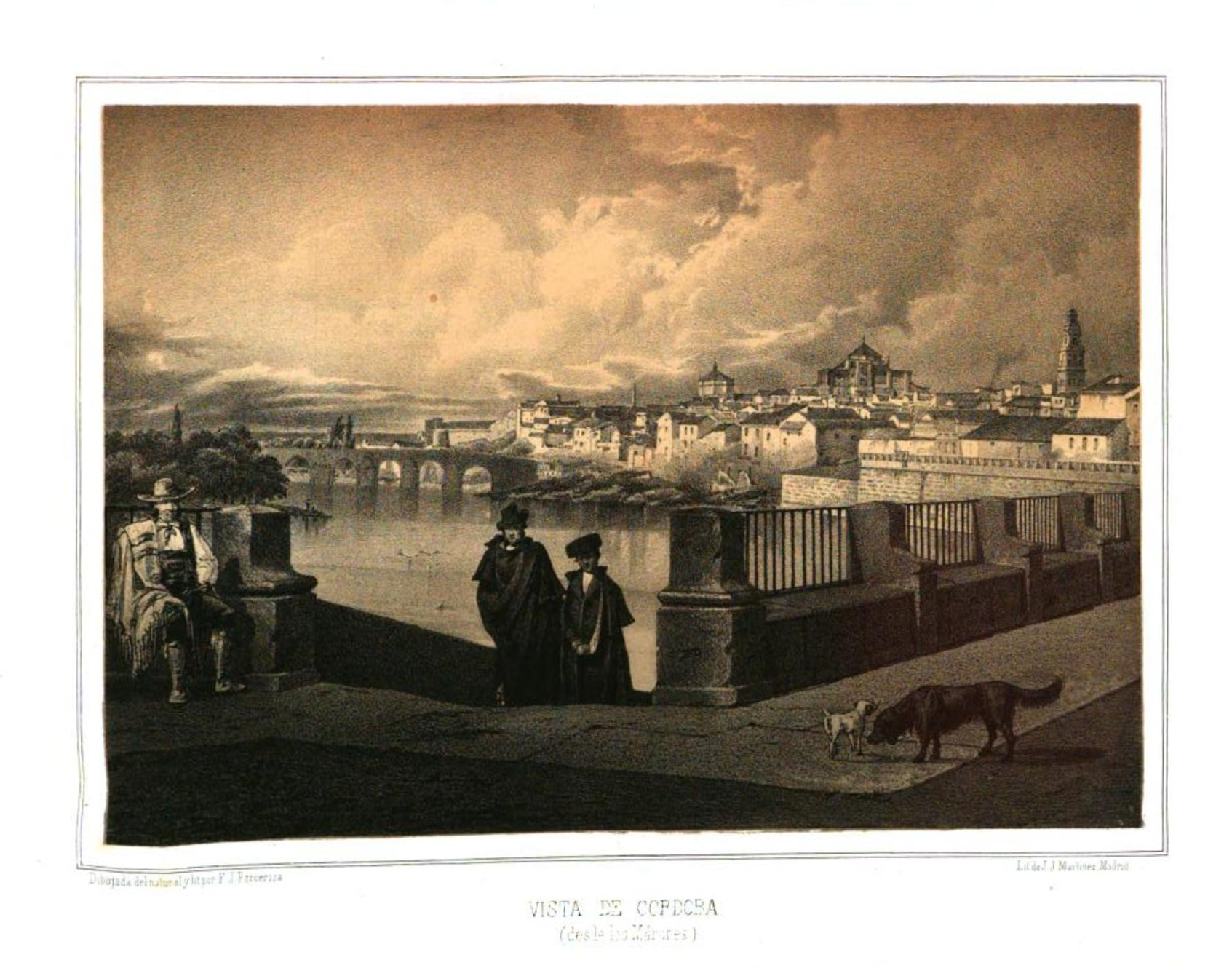
Postal de la década de 1850 de las vistas desde el Paseo de la Ribera.

Asimismo, es de destacar que en la calle Enrique Romero de Torres, construida a principios del siglo XX, se celebraba la feria del ganado de la plaza del Potro. Un callejón unía esta con el paseo de la Ribera, dando forma a un edificio donde se situaba una casa de mancebía, así como el Mesón de la Madera.